# Epiphanocera costalis
Epiphanocera costalis là một loài ruồi trong họ Tachinidae.